# Amenophis (Bildhauer in Theben)
Amenophis (auch Imenemipet) war ein altägyptischer Reliefbildhauer, der während der Regierungszeit des Pharaos Echnaton (eigentlich griechisch Amenophis IV., ägyptisch Amenhotep IV.; 1351–1334 v. Chr.) in Theben tätig war.
Amenophis ist heute nur noch von einer Stele aus dem Grab seines Vaters Setau in Deir el-Medina (TT1352) bekannt. Die Stele, die heute zur Sammlung der Eremitage in Sankt Petersburg gehört, ist von einiger kunst- und kulturhistorischer Bedeutung. Zum einen zeigt sie in einem speziellen Stil eine Durchdringung der neuen Kunst der Amarna-Zeit, zum anderen wird Amenophis als für den Tempel des Amun-Re in Karnak tätig aufgeführt. Das beweist, dass trotz der Einschränkung des Kultes unter Echnaton dieser dennoch weiter, wenn wohl auch auf einem eingeschränkten Niveau, betrieben werden konnte.